# Hey violet
Hey Violet是一個搖滾樂團，成立於美國加州的洛杉磯，由米蘭達·米勒（Miranda Miller，吉他／鍵盤樂器／人聲）、妮雅·拉福利斯（Nia Lovelis，鼓／人聲)、莉娜·拉福利斯（Rena Lovelis，貝斯／主唱）和凱西·莫雷塔（Casey Moreta，吉他）組成。
2008年以Cherri Bomb成團時，成員都還是中學生。原始的團員為茱莉亞·皮爾斯（Julia Pierce）、米蘭達·米勒、莉娜·拉福利斯和妮雅·拉福利斯。2013年時皮爾斯離開該團，莫雷塔便加入樂團。2015年時將團名改為Hey Violet，不久後即與Hi Or Hey Records簽約。

## 歷史

### 2008-2013 Cherri Bomb和茱莉亞·皮爾斯退團
Cherri Bomb是由吉他手兼主唱茱莉亞·皮爾斯以及妮雅·拉福利斯、米蘭達·米勒和莉娜·拉福利斯組成。
團名Cherri Bomb是源於Carrie Borzillo所著的《Cherry Bomb – The Ultimate Guide to Becoming a Better Flirt, a Tougher Chick, and a Hotter Girlfriend, and to Living Life Like a Rock Star》一書。
2011年6月14日與Hollywood Records簽約 ，並於同年10月18日發行首張EP“Stark”。
Cherri Bomb曾為Bush、Camp Freddy、Filter、Foo Fighters、The Smashing Pumpkins、Staind以及Steel Panther等搖滾樂團開場。他們也曾出席許多歐洲的音樂季，例如：愛爾蘭的Oxegen音樂季（Cherri Bomb為當時最年輕的表演者）、蘇格蘭的T in The Park音樂季、Sonisphere以及Reading and Leeds音樂季。
首張專輯《This Is the End of Control》於2012年5月15日發行，登上《告示牌》的搖滾專輯排行榜（第24名）以及Top Heatseekers排行榜（第11名）。並在同年7、8月於全美巡迴音樂季Warped Tour 演出。
2012年8月，Cherri Bomb與威爾士搖滾樂團Lostprophets一起巡迴。
2013年1月23日，Cherri Bomb在臉書上正式宣布與團員茱莉亞·皮爾斯分道揚鑣。當被問到皮爾斯的離團原因時，米蘭達·米勒在Tumblr上回應原因是「創作理念不同」，以及「茱莉亞·皮爾斯與其餘團員的理念與目標不同」。吉他手凱西·莫雷塔在同年加入樂團，原本只是暫時接替皮爾斯的位置，但隨後於2013年3月9日在Viper Room台上表演時被邀請正式加入樂團。

### 2013-現今 Hey Violet
2015年2月18日，在Cherri Bomb的官方YouTube頻道上宣布將團名正式改為Hey Violet。同年3月19日，發行新單曲"This Is Why"。
3月24日，確定加入澳洲樂團5 Seconds Of Summer與Capitol Records的合伙經紀公司Hi Or Hey Records。同年6月15日，Hey Violet 宣布將在7月發行首張EP《I Can Feel It》。
2015年5月到6月，該團在歐洲為5 Seconds Of Summer的Rock Out With Your Socks Out世界巡迴開場。並在7月17日重新加入5SOS，和他們一起在北美洲巡迴。Hey Violet在歐洲與北美洲的巡迴皆有為粉絲們在演唱會開始前在場外舉辦免費的不插電表演。

## 團員
| 現任成員                      | 現任成員 | 現任成員       | 現任成員               | 現任成員    |
| 藝名                          | 性別     | 出生日期       | 擔當                   | 入隊期間    |
| ----------------------------- | -------- | -------------- | ---------------------- | ----------- |
| 莉娜·拉福利斯（Rena Lovelis） | 女       | 1998年4月6日   | 貝斯、主唱             | 2008 - 現今 |
| 妮雅·拉福利斯（Nia Lovelis）  | 女       | 1997年1月1日   | 鼓、人聲               | 2008 - 現今 |
| 凱西·莫雷塔（Casey Moreta）   | 男       | 1995年10月27日 | 吉他、人聲             | 2013 - 現今 |
| 已離開成員                    |          |                |                        |             |
| 茱莉亞·皮爾斯（Julia Pierce） | 女       | 1997年5月22日  | 吉他、主唱             | 2008 - 2013 |
| 米蘭達·米勒（Miranda Miller） | 女       | 1995年11月22日 | 吉他、鍵盤樂器、人聲   | 2008 - 2017 |
| 伊恩·斯普（Iain Shipp）       | 男       | 1996年3月28日  | 貝斯、合成器、鍵盤樂器 | 2016 - 2019 |

## 專輯

### 錄音室專輯
- This Is the End of Control（2012）

### EPs
- Stark（2011）
- I Can Feel It（2015年7月17日）

## 外部連結
- Hey violet官網（页面存档备份，存于）（英文）
- Hey Violet的YouTube頻道（页面存档备份，存于）
- Hey Violet的Instagram帳戶
- Hey Violet的X（前Twitter）
- Hey Violet的Facebook專頁
- Hey Violet的Tumblr
- Cherri Bomb（页面存档备份，存于） at AllMusic（英文）
- Cherri Bomb（页面存档备份，存于） at Last.fm.（英文）
- Hey Violet - USA Band（页面存档备份，存于）（英文）